# Colaboracionismo en Francia

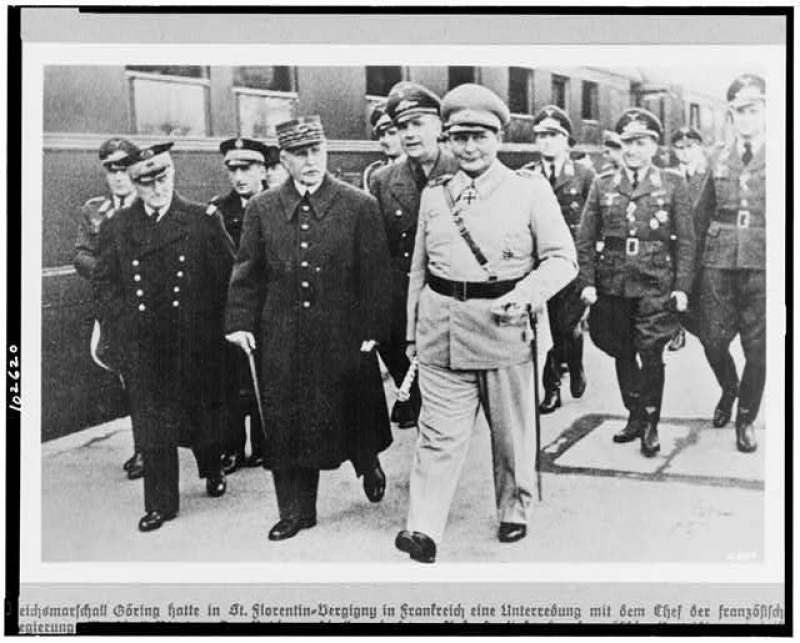
Philippe Pétain junto a Hermann Göring

El colaboracionismo en Francia (1940-1944) hace referencia a la actividad y el trabajo comunes llevados a cabo de forma voluntaria durante la Francia de Vichy durante la ocupación alemana nazi del territorio francés. Estos trabajos fueron dirigidos por Philippe Pétain e implantados sobre todo por Pierre Laval.
Tiene su origen en la Convención del Armisticio del 22 de junio de 1940. En el artículo 3 de la Convención se dispone: “El gobierno francés invitará inmediatamente a todas las autoridades y a todos los servicios administrativos franceses del territorio ocupado a cumplir con la normativa de las autoridades militares alemanas y a colaborar con estos últimos debidamente”.
Esta colaboración se hizo oficial durante el discurso por radio del 30 de octubre de 1940. En este discurso, Philippe Pétain comunicó su encuentro con Hitler y su decisión de aceptar, en violación del compromiso de la Unión franco-británica del 28 de marzo de 1940, el comienzo de una colaboración con el Tercer Reich, de la cual se hacía responsable de cara a la Historia. Las condiciones de esta colaboración estaban por estipular. 
Consistió, por una parte, en una colaboración de Estado en principio con todos los Estados vecinos sin exclusión y, en específico, con el Tercer Reich.
Pensando que esta colaboración podría ayudar a mitigar las dificultados de los franceses, Pétain invitó a sus conciudadanos en este mismo discurso a seguirle en este camino: “Así, en un futuro cercano se podría aligerar el peso del sufrimiento de nuestro país, mejorar la suerte de nuestros prisioneros, mitigar la carga de los gastos de la ocupación. Así se podría aligera la línea de demarcación y facilitar la administración y avituallamiento del territorio”.
Pétain promulgó en Francia leyes antisemitas ese mismo mes de octubre de 1940.
Por otra parte, esta colaboración conllevaba además otras formas de colaboración más informales, en las que participan los ciudadanos sin necesidad del aparato estatal.

## Formas de colaboración
Se distinguen tres formas de colaboración:
- La colaboración del Estado llevado a cabo por el régimen de Vichy.[4] Destaca sobre todo la disposición de la policía francesa al servicio de la ideología nazi en las redadas contra los judíos.
- Los colaboracionistas, de ideología fascista, que apoyan el comienzo de esta colaboración política y la participación en la guerra junto a Alemania[5],[6] (Rassemblement national populaire (RNP), Parti populaire français (PPF) y Légion des volontaires français (LVF).[7]
- La colaboración económica entre empresarios y banqueros. Colaboración privada voluntaria establecidos mediante decretos propios del régimen de Vichy: modelo alemán de concentración económica (elaborado por von Schnitzler de IG Farben). Asociación de capitales (sociedades mixtas), carteles francoalemanes, expoliación de la competencia del mercado europeo, desfalco alemán (compensación) mantenida por la Oficina central de reparto de productos industriales (OCRPI).[8] Se considera que una parte de esta colaboración privada era una colaboración técnica impuesta por los vencedores.[9]

Debido a Philippe Burrin, los historiadores hablan de “colaboración diaria” para designar un cierto número de comportamientos significativos pero que no muestran un compromiso político activo: relaciones personales cordiales con los alemanes, envió de cartas de denuncia a la policía o a la Gestapo (de 3 a 5 millones de cartas anónimas en Francia, es decir, una media de 2 700 cartas al día, de las cuales el 50 % se escribieron esperando recibir una recompensa económica, el 40 % por motivos políticos, y un 10 % por venganza) directores de empresa solicitando ellos mismo órdenes del enemigo, declaraciones de relaciones amorosas  con soldados de la armada de la ocupación, entre ellos, miembros de la Gestapo.
Puede haber cierto solapamiento entre la colaboración del Estado y el colaboracionismo. Debido a esto, muchos colaboracionistas parisinos, algunos partisanos convencidos de la victoria alemana y de ideología nazi entraron en el gobierno de Vichy.
Desde los trabajos de Eberhard Jäckel, los historiadores revisitan también este aspecto del régimen de Vichy desde el punto de vista alemán. Esta era una “colaboración del caballo y del caballero”, como la califica Goebbels: los nazis nunca se tomaron en serio las peticiones del Estado francés, que utilizaban solamente para someter más profundamente al país.

## Colaboración de Estado
La colaboración de Estado es la ayuda que el régimen de Vichy y la administración francesa le ofrecieron a la Alemania nazi. Esta ayuda se basaba principalmente en el plano económico (gastos de la ocupación, compensación, carteles, comités de organización), racial (listado, arresto y deportación de judíos), militar (acuerdo de Darlan, LVF, Waffen-SS francesa, etc) y policial (lucha contra la Resistencia, envío de los alemanes antinazis exiliados en Francia, etc).
La colaboración se hizo pública a los medios tras el encuentro de Pétain y de Hitler en Montoire-sur-le-Loir el 24 de octubre de 1940 son su famoso apretón de manos, imagen simbólica que se podría comparar con la imagen de Charles de Gaulle anunciándole al micrófono de la BBC su intención de continuar la lucha junto con los Aliados. La entrevista de Montoire fue organizada por Pierre Laval, quien se reunió con dirigente nazis (entre ellos, con el mismo Hitler, dos días antes en el mismo lugar) para ello. A pesar de ello, los resultados fueron muy escasos: no se llegó a ningún compromiso concreto por ninguna de las partes, solo se estableció el comienzo de la colaboración, con un malentendido sobre el motivo real de este compromiso del que se encargaron cuidadosamente los alemanes.
Tanto para Pétain como para Laval, las concesiones acordadas al ocupante mediante el acuerdo de Montoire darían como resultado su misericordia: frente a estas muestras de buena voluntad, los alemanes les concederían contrapartidas, como el retorno de prisioneros de guerra franceses, la modificación de la línea de demarcación o la vuelta del gobierno francés a Versailles. Como lo dijo Pétain en su discurso del 11 de octubre de 1940, la elección de dominar su victoria depende del vencedor. Pero Hitler, debido a su inmensa francofobia, se oponía totalmente a hacerle concesiones a Francia. Además, consideraba la ocupación como una ventaja táctica y estratégica. Esta ayuda, puramente puntual y militar, servía para ayudar a Alemania en la perspecta del conflicto en curso contra Reino Unido y en los planes de invasión de la URSS. Para los nazis, era una forma de garantizar las intenciones francesas, es decir, de “neutralizar Francia al menor costo” manteniendo “una aplastante dominación económica” y asegurándose de que “Vichy se opondrá categóricamente a toda tentativa de toma de poder de los gaullistas y de los ingleses de África del norte”. La historiorafía reciente tiende a revisar al alza las propuesta francesas, basándose en los actas publicados en 1961 (en inglés) en Estados Unidos: fue Pétain quien propuso una “colaboración” de acción militar anti-inglesa del ejército de Vichy en África (y también para retomar el control del África Ecuatorial Francesa), sin que hiciese falta el apoyo de las tropas alemanas nazis, pero sí con el acuerdo de Hitler. Este ignoró la petición por prudencia y fue solamente, según François Depla, para crear una distracción en el fronte sur mientras concentraba ya sus medios en el este.
Pétain declaró en su discurso radiofónico del 30 de octubre que Francia entraría en una nueva era: “Tomo el camino de la colaboración”. A continuación confesó su decepción ante la falta de un acuerdo específico y de la falta de compromiso por parte de Hitler. Después declaró no haber encontrado nada, haber conocido a alguien mediocre que no se aprendió las lecciones de Historia, llegando incluso a menoscabar el encuentro, afirmando que Montoire se concibió desde el principio como un encuentro informal para ver el panorama general. A pesar de esto, no aprendió nada de este fracaso, cuya envergadura nunca llegó a adivinar. Laval y él apostaron por una victoria alemana definitiva y querían hacer de Francia el colaborador predilecto de Adolf Hitler en la Europa nazi. Todo lo que esperanban era que Adolf Hitler quisiese hacer de Francia algo más que un vasallo destinado únicamente a pagar impuestos. La única divergencia entre las concepciones de los dos dirigentes era la diferencia de grado: para Pétain, la colaboración tenía motivos reaccionarios y nacionalistas, mientras que Laval razonaba en términos puramente europeos (los del “Nuevo orden", evidentemente).
El régimen de Vichy, para demostrar su buena voluntad, buscó la colaboración y solió anticipar o aumentar las peticiones alemanas. En cuanto a las concesiones obtenidas a cambio de la colaboración, fueron, como mínimo, muy limitadas, puesto que el fardo de la Ocupación aumentó hasta el límite. Así fue como, a cambio del envío de 600 000 a 650 000 jóvenes trabajadores del Servicio de trabajo obligatorio (STO), Pétain y Laval recibieron de vuelta menos de 100 000 prisioneros en su mayoría de edad y enfermos, y de la cual la mayoría habría sido repatriada de todas formas sin duda.

### Los acuerdos Darlan-Abetz (1941)
El gobierno de Vichy fue el principal agente de la colaboración en el momento en el que su vicepresidente, el almirante Darlan, que se había reunido con Hitler en Berchtesgaden el 11 y el 12 de mayo de 1941, firmó con el embajador Otto Abets los tres protocolos de París del 28 de mayo de 1941. Estos textos, que iniciaron una colaboración militar entre las fuerzas armadas alemanas y francesas (Protocolo 1 de Siria-Líbano, Protocolo II de Bizerte y Túnez, Protocolo III para la África Occidental Francesa y la África Ecuatorial Francesa y el protocolo complementario basado en los recursos pedidos por el régimen de Vichy para luchar contra toda respuesta de los Aliados) se aprobaron por Pétain personalmente en su telegrama del 15 de mayo de 1941 al general Dentz, alto comisario en Siria. Estas disposiciones se aplicaron por completo en Siria y en el Líbano y de forma parcial en África del norte. Se aplicó el envío de piezas de artillería pesada y de munición al enemigo, que las utilizaría contra los soldados franceses en Bir Hakein y más tarde durante la campaña de Túnez. El 21 de diciembre de 1941, el general Juin y Hermann Görin se reunieron en Berlín para negociar el uso de la base francesa de Bizete por la Afrikakops. Este encuentro fue un fracaso, puesto que Vichy exigió a cambio un refuerzo del ejército francés de África y un acuerdo general más favorable que el del armisticio del 22 de junio de 1940, a lo que los alemanes se negaron.

### La milicia
La milicia francesa se creó durante régimen de Vichy el 30 de enero de 1943. Tuvo un papel de fuerza supletiva del ejército alemán, como durante la destrucción del maquis de Vercors en 1944. Aunque de forma oficial estaba presidida por el jefe del gobierno, Pierre Laval, en la práctica era Joseph Darnand, el secretario general de esta organización, el verdadero jefe de operaciones.

## Colaboracionistas

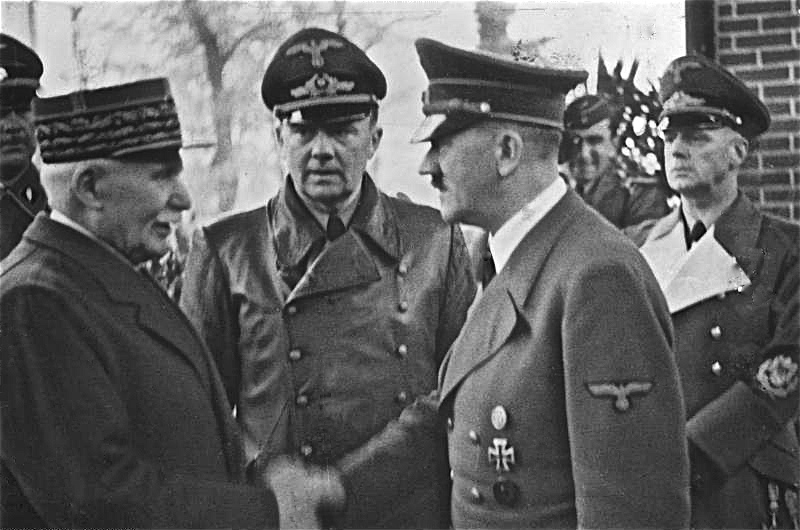
Adolf Hitler recibe al jefe de Estado francés, el mariscal Philippe Pétain, en Montoire-sur-le-Loir (24 de octubre de 1940).

Entre los colaboracionistas que han participado a diferentes gobiernos de Vichy o que le han dado su apoyo, podemos citar a Fernand de Brinon, admirador del Tercer Reich de la preguerra, y que así consiguió ser delegado general de Vichy en la zona Norte de 1941 hasta 1944. También podemos citar a Jacques Benoist-Méchin, principal consejero de Darlan para las negociaciones con Hitler (1941-1942), Gaston Bruneton, encargado de la acción social para los trabajadores (voluntarios y forzados) franceses en Alemania y en estrecha colaboración con el D.A.F. (Frente Alemán de Trabajo), Jean Bichelonne, maestro de obra del Servicio de trabajo obligatorio (STO), ministro de la Producción industrial, después de Transportes, y al académico Abel Bonnard, alias “Gestapette”, ascendido a ministro de la Educación nacional en 1942. En 1944, los fascistas y colaboracionistas convencidos Joseph Darnarnd, Philippe Henriot y Marcel Déat entran al gobierno bajo la presión alemana.